# Holmsjön (Västrums socken, Småland)
Holmsjön är en sjö i Västerviks kommun i Småland och ingår i Botorpsströmmens huvudavrinningsområde. Sjön är 11,5 meter djup, har en yta på 0,12 kvadratkilometer och är belägen 33,3 meter över havet.

## Delavrinningsområde
Holmsjön ingår i det delavrinningsområde (639265-154320) som SMHI kallar för Utloppet av Ålsjön. Medelhöjden är 25 meter över havet och ytan är 17,61 kvadratkilometer. Räknas de 54 avrinningsområdena uppströms in blir den ackumulerade arean 992,57 kvadratkilometer. Avrinningsområdets utflöde Botorpsströmmen (Tynnsån) mynnar i havet. Avrinningsområdet består mestadels av skog (71 procent). Avrinningsområdet har 3,03 kvadratkilometer vattenytor vilket ger det en sjöprocent på 17,2 procent.